# Gotan Project
Gotan Project est un groupe d'electrotango franco-suisse-argentin, actif depuis 1999.

## Biographie

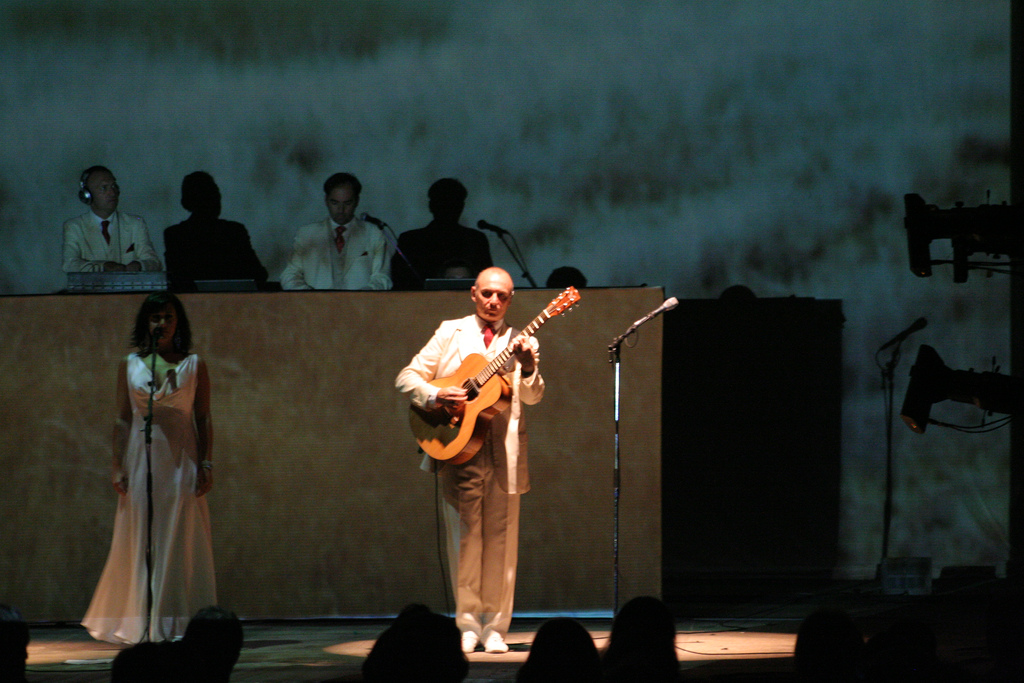
Les membres de Gotan Project à Brasilia en 2007.

Gotan Project est formé en 1999 et se compose de l'Argentin Eduardo Makaroff, du Suisse Christoph H. Müller (ancien membre du groupe Touch El Arab) et du Français Philippe Cohen Solal (Boyz from Brazil). Leur nom fait référence au Café Concert Gotan, qui a été construit en 1964 à Buenos Aires par Juan Carlos Cedrón, et qui est basé sur l'équivalent en castillan argentin du verlan, le vesre, qui transforme tango en gotan.
Le groupe publie en 2001 son premier album La Revancha del tango, qui aura un succès planétaire immédiat. Plusieurs titres sont repris dans les séries Nip/Tuck, Sex and the City et Chuck. Aussi, la chanson Santa Maria (del Buen Ayre) de l'album a été utilisée comme musique de la séquence de danse principale du film Shall We Dance ?, sorti en 2004, avec Jennifer Lopez et Richard Gere. La gymnaste américaine Alicia Sacramone a utilisé un extrait du morceau pour sa routine au sol lors de compétitions internationales, notamment aux Jeux olympiques d'été de 2008 à Pékin, en Chine, tandis que sa coéquipière Samantha Peszek a réglé sa routine sur leur interprétation de Whatever Lola Wants.
En 2004, ils accompagnent Brigitte Fontaine sur une musique d'Astor Piazzolla qui donne son nom au disque, Rue Saint Louis en l'Île.
En mai 2006, ils sortent leur deuxième album, Lunático. Le nom de cet album vient du nom du cheval de course de Carlos Gardel, raison pour laquelle l'univers graphique de cet album est celui de l'hippodrome de Buenos Aires. Gotan Project entame une tournée mondiale au début de l'été 2006. Après des concerts à l'Olympia à Paris, à l'Opéra de Vienne et au Hollywood Bowl de Los Angeles, celle-ci s'est prolongée jusqu'à la fin de l'été 2007.
Au début de 2010, après plus de 400 concerts à travers le monde, le groupe revient avec Tango 3.0 leur troisième album studio.
En 2021, la chanson Época est utilisée dans le film Red Notice, distribuée sur la plateforme Netflix.
Le 22 octobre 2021, une édition spéciale pour les vingt ans de La Revancha Del Tango est commercialisée sur les plateformes de streaming. Elle contient le titre bonus Diciembre 2001.

## Discographie

### Albums studio
- 2001 : La Revancha del tango
- 2006 : Lunático
- 2010 : Tango 3.0

### Compilations, remixes et live
- 2004 : Inspiración Espiración
- 2008 : Gotan Project Live
- 2011 : La Revancha en Cumbia
- 2011 : Best of
- 2011 : Gotan Project Tango 3.0 live
- 2014 : Club Secreto (Remix album)
- 2017 : Club Secreto Vol.2 (Remix album)
- 2021 : La Revancha Del Tango (20th Anniversary Edition)

### EP
- 2002 : Santa Maria
- 2003 : Una musica brutal
- 2006 : El Norte
- 2012 : Strenght to Love (feat. TUMI)

### Singles
- 2000 : Vuelvo al sur / El Capitalismo foraneo

### Participation
- 2004 : Rue Saint Louis en l'Île de Brigitte Fontaine - duo sur la chanson Rue Saint Louis en l'Île

## Utilisations Commerciales
- Santa Maria del Buen Aire est crédité dans les films la Mémoire dans la peau (The bourne identity).